# Aquaman (Film)
Aquaman ist eine Comicverfilmung aus dem Jahr 2018 über die gleichnamige, fiktive Comicfigur des Verlages DC Comics. Der Film stellt den sechsten Teil des DCEU dar. Es ist nach Justice League die zweite Kinoverfilmung über die Figur Arthur Curry, der hinter der Identität Aquamans steckt, und die erste Soloadaption über diese Figur für das Kino. In Batman v Superman: Dawn of Justice hatte Aquaman einen weiteren Cameo. Während James Wan die Regie für den Film führte, ist Jason Momoa erneut der Darsteller von Aquaman. Zack Snyder, der bei Justice League und Batman v Superman: Dawn of Justice Regie führte, übernahm bei diesem Film zusammen mit anderen die Funktion des Executive Producers.

## Handlung
In Maine rettet der Leuchtturmwärter Thomas Curry während eines Sturms Atlanna, die Königin der Unterwassernation Atlantis. Die beiden verlieben sich und bekommen einen Sohn, Arthur, der mit der Kraft geboren wird, mit Meereslebewesen kommunizieren zu können, der unter Wasser atmen und besonders schnell schwimmen kann, und dem weltliche Waffen fast nichts anhaben können. Atlanna ist gezwungen, ihre Familie aufzugeben und nach Atlantis zurückzukehren. Sie vertraut ihrem treuen Berater Nuidis Vulko die Aufgabe an, Arthur auszubilden. Unter Vulkos Führung wird Arthur ein geschickter Krieger, von den Atlantern sowie seinem Halbbruder wird er jedoch als Mischling abgelehnt.
Ein Jahr nach der Invasion von Steppenwolf (siehe Justice League) sieht sich Arthur einer Gruppe von Piraten gegenüber, die versuchen, ein Atom-U-Boot zu entführen. Ihr Anführer, Jesse Kane, stirbt während des Kampfes, während sein Sohn, David, Rache an Arthur schwört, der seinen Vater hätte retten können, es aber unterlassen hat. David attackiert später Atlantis auf Geheiß von Orm, Arthurs jüngerem Halbbruder und König von Atlantis. Orm nutzt den Angriff als Vorwand, um der Oberwelt den Krieg zu erklären. König Nereus von Xebel schwört Orm Treue, aber seine Tochter Mera, die mit Orm verlobt ist, weigert sich, ihnen zu helfen. Sie reist in die Oberwelt, um Arthur um Hilfe zu bitten, und gewinnt sein Vertrauen, indem sie Thomas vor einer Flutwelle rettet, die Orm gesendet hat. Arthur begleitet Mera widerstrebend zu einem Treffen mit Vulko, der Arthur auffordert, den Dreizack von Atlan zu finden, ein magisches Artefakt, das einst dem ersten Herrscher von Atlantis gehörte, um seinen rechtmäßigen Platz als König zu erobern. Sie werden jedoch von Orms Männern überfallen. Während Mera und Vulko entkommen, wird Arthur gefangen genommen.
Orm besucht den gefangenen Arthur und macht diesen und die Oberwelt für den Tod ihrer Mutter verantwortlich, die wegen der Zeugung eines Halbblut-Sohnes geopfert wurde. Er bietet Arthur an, für immer zu gehen, doch Arthur fordert ihn stattdessen zu einem Duell heraus. In einem Ring aus Unterwasserlava gewinnt Orm die Oberhand und kann Arthur beinahe töten, bevor dieser mit Meras Hilfe fliehen kann. Die beiden täuschen dabei ihren Tod vor. Gemeinsam reisen Arthur und Mera in die Sahara, in das ehemalige Unterwasserreich der Deserter, wo der Dreizack geschmiedet wurde, und finden eine holografische Botschaft, die sie nach Sizilien führt. Dort finden sie den genauen Verbleib des Dreizacks heraus. In der Zwischenzeit übergibt Orm David atlantische Rüstungen und Waffen und sendet ihn aus, um Arthur, aber auch Mera entgegen dem ausdrücklichen Wunsch ihres Vaters zu töten, die sie mit Hilfe eines versteckten Peilsenders aufspüren konnten. Er sperrt Vulko ein, nachdem er von seinem Verrat erfahren hat, und zwingt mit den Fishermen und den Brine zwei weitere Königreiche der Weltmeere, ihm bei seinem Kampf gegen die Oberwelt die Treue zu schwören.
In Sizilien überfällt David, der sich jetzt Black Manta nennt, Arthur und Mera und verletzt Arthur, bevor er von einer Klippe in den scheinbaren Tod stürzt. Mera pflegt Arthurs Wunden, während sie zum Ort des Dreizacks reisen, und ermutigt ihn, sein Schicksal als Held anzunehmen. Am Ziel angekommen werden Arthur und Mera von einer Legion amphibischer Monster angegriffen, die als Trench bekannt sind, aber es gelingt ihnen, sie abzuwehren und im Reich der Trench ein Wurmloch zu erreichen, das sie zu einem unentdeckten Meer im Zentrum der Erde transportiert. Dort treffen sie unerwartet auf Atlanna, die von den Atlantern den Trench geopfert werden sollte, es aber schaffte, zu fliehen und das unentdeckte Meer zu erreichen, wo sie seither festsitzt.
Arthur steht Karathen gegenüber, dem mythischen Wesen, das den Dreizack bewacht, und bringt seine Entschlossenheit zum Ausdruck, sowohl Atlantis als auch die Oberwelt zu schützen. Er erweist sich als würdig und erobert den Dreizack, der ihm die Kontrolle über die sieben Meere gibt. Er kontrolliert sogar den Karathen. 
Arthur, Mera und Atlanna führen eine Armee von Meerestieren im Kampf gegen Orm und seine Anhänger, die Arthur schließlich als den wahren König annehmen, als sie erfahren, dass er den Dreizack führt. Arthur besiegt Orm im Kampf, beschließt aber, sein Leben zu verschonen, und Orm akzeptiert sein Schicksal, nachdem er herausgefunden hat, dass Arthur ihre Mutter gefunden und gerettet hat. Atlanna kehrt an die Oberfläche zu Thomas zurück, während Arthur mit Mera an seiner Seite den Thron besteigt.
In einer Mid-Credit-Szene wird Black Manta von Dr. Stephen Shin gerettet, einem Wissenschaftler, der besessen davon ist, Atlantis zu finden. Er erklärt sich bereit, Shin dort hinzuführen, wenn dieser ihm dafür hilft, sich an Arthur zu rächen.

## Produktion

### Vorgeschichte

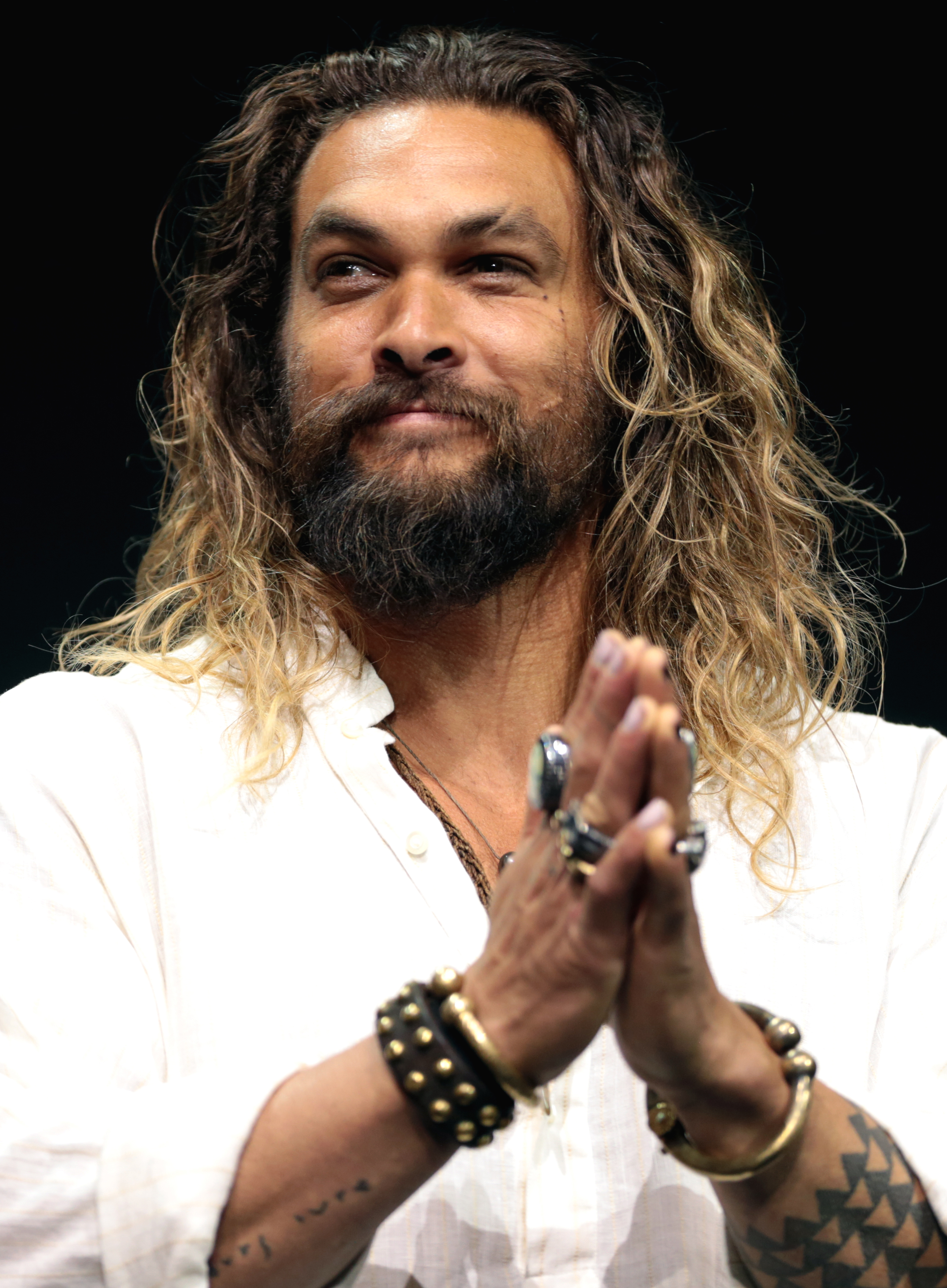
Jason Momoa, hier auf der Comic-Con in San Diego, verkörpert Aquaman

Bereits vor der Produktion dieser Version von Aquaman gab es Planungen, einen Film mit dieser Figur in der Titelrolle zu drehen, erste Planungen bei Warner Bros. reichen bis ins Jahr 2003 zurück. Dabei sollten Alan und Peter Riche von der Produktionsgesellschaft Sunrise Entertainment den Film für Warner produzieren. Ben Grant sollte dabei zum ersten Mal für eine größere Produktion das Drehbuch verfassen. Allerdings wurde dieser Film nie realisiert. Mehrere Jahre später wurde berichtet, dass ein Aquamanfilm mit Leonardo DiCaprio in der Hauptrolle in Entwicklung sei. Doch auch dieser Film wurde nie realisiert. Ebenfalls scheiterte eine Produktion einer Fernsehserie zu Aquaman, die ab dem Jahr 2006 erstausgestrahlt werden sollte. Lediglich eine Pilotfolge wurde veröffentlicht.
Am 25. November 2013, nach der Veröffentlichung des Films Man of Steel, erklärte Geoff Johns, dass Aquaman eine der vorrangigen Figuren von DC Comics sei. Am 15. Oktober 2014 gab Kevin Tsujihara, Vorsitzender von Warner Bros., zahlreiche Filmplanungen bekannt, die Teil des mit Man of Steel begonnenen Filmuniversums werden sollen. Dabei kündigte er auch eine Verfilmung über die Figur Aquaman für den 27. Juli 2018 an. Zudem gab er bekannt, dass Jason Momoa diese Rolle verkörpern werde. Im Dezember 2016 wurde bekannt, dass der Filmstart auf den 5. Oktober 2018 verschoben wurde.
Es wurde nicht Momoas erster Auftritt als Aquaman: Bereits in Batman v Superman: Dawn of Justice, der 2016 erschien, verkörperte Momoa diese Figur in einem Gastauftritt. Damit ist Batman v Superman: Dawn of Justice der erste Kinofilm, in dem Aquaman einen Auftritt hat. Auch in seiner Fortsetzung Justice League ist Momoa als Aquaman zu sehen. Damit ist Aquaman der dritte Film mit Momoa in der gleichnamigen Rolle, jedoch die erste Kinoverfilmung mit dieser Figur als Hauptperson. Insgesamt unterschrieb Momoa einen Vertrag über vier Filme.

### Entstehung
Noch bevor der Film offiziell angekündigt wurde, schrieb der Hollywood Reporter am 12. November 2014, dass Will Beall und Kurt Johnstad an jeweils einer Version eines Drehbuchs zu Aquaman arbeiteten, wobei die bessere Version als Drehbuch verwendet werden sollte.
Anfang 2015 wurde bekannt, dass Warner Bros. Jeff Nichols und Noam Murro für den Regiestuhl in Betracht zogen. Auch Peter Jackson wurde der Posten zweimal angeboten, doch aufgrund seiner fehlenden Begeisterung für Superheldenfilme lehnte er ab. Am 10. April 2015 schrieb der Hollywood Reporter, dass Warner Bros. mit James Wan als Regisseur verhandele. Am 3. Juni 2015 gab die Filmwebsite Deadline.com bekannt, dass Wan als Regisseur unterzeichnet habe und man das Drehbuch von Johnstad durchsehe. Im März 2016 ließ Filmproduzent Charles Roven verlauten, dass Aquaman die Handlung von Justice League fortsetze. Sieben Monate später meinte Wan, dass Aquaman „einen klassischen Action-Adventure, eine Art Abenteuergeschichte auf Hoher See“ darstellen solle.
Nach sieben Monaten Drehzeit unter dem Arbeitstitel Ahab verkündete Jason Momoa im Oktober 2017 per Twitter das Ende der Dreharbeiten, die, obwohl der Film hauptsächlich unter Wasser spielt, an Land stattfanden, wobei der Unter-Wasser-Look größtenteils durch CGI erzeugt wurde. Darsteller Ludi Lin beschrieb in einem Interview die Vision von James Wan als die eines „Unterwasser-Star-Wars“. Die Filmmusik komponierte Rupert Gregson-Williams. Die US-amerikanische Singer-Songwriterin Skylar Grey nahm für den Film den Song Everything I Need auf, der von Grey und Elliott Taylor geschrieben wurde. Der Soundtrack zum Film, der insgesamt 27 Musikstücke umfasst, wurde am 14. Dezember 2018 von WaterTower Music veröffentlicht.
Im Rahmen der San Diego Comic-Con International wurde im Juli 2018 ein erster Trailer veröffentlicht. Anfang Oktober 2018 folgte ein fünfminütiger Langtrailer. Aquaman feierte am 26. November 2018 in London seine Weltpremiere. Vorab war auch eine Vorstellung im Rahmen der Comic Con Experience (CCXP) in São Paulo geplant. Am 20. Dezember 2018 kam er in die deutschen und am darauffolgenden Tag in die US-amerikanischen Kinos.

## Synchronisation
Die Synchronisation übernahm die Interopa Film GmbH in Berlin. Die Dialogregie führte Stefan Fredrich. Das Dialogbuch schrieb Klaus Bickert.
| Rolle                     | Darsteller            | Synchronsprecher         |
| ------------------------- | --------------------- | ------------------------ |
| Arthur Curry / Aquaman    | Jason Momoa           | Matti Klemm              |
| Mera                      | Amber Heard           | Julia Kaufmann           |
| Nuidis Vulko              | Willem Dafoe          | Reiner Schöne            |
| Orm Marius / Ocean Master | Patrick Wilson        | Johannes Berenz          |
| König Nereus              | Dolph Lundgren        | Manfred Lehmann          |
| Königin Atlanna           | Nicole Kidman         | Petra Barthel            |
| David Kane / Black Manta  | Yahya Abdul-Mateen II | Johann Fohl              |
| Thomas Curry              | Temuera Morrison      | Hans Bayer               |
| König Atlan               | Graham McTavish       | Axel Lutter              |
| Captain Murk              | Ludi Lin              | Florian Clyde            |
| Jesse Kane                | Michael Beach         | Dieter Memel             |
| Dr. Stephen Shin          | Randall Park          | Tobias Nath              |
| Karathen (Stimme)         | Julie Andrews         | Kerstin Sanders-Dornseif |

## Rezeption

### Altersfreigabe
In den USA wurde der Film von der MPAA als PG-13 eingestuft.
In Deutschland bekam der Film von der FSK eine Altersfreigabe von 12 Jahren.

### Kritiken
Die ersten Stimmen zu Aquaman nach einem vollständigen Screening des Films im November 2018 fielen positiv aus. In sozialen Netzwerken wurde insbesondere der heitere Erzählton, der eher an die Filme des Marvel Cinematic Universe erinnere, hervorgehoben.
Anfang Dezember 2018 wurde bekannt, dass sich der Film in der Vorauswahl für die Oscarverleihung 2019 in der Kategorie Beste visuelle Effekte befindet.
Der Film konnte bisher 65 % der Kritiker auf Rotten Tomatoes überzeugen und erhielt auf Metacritic einen Metascore von 55 von 100 möglichen Punkten.
Matt Zoller Seitz von rogerebert.com vergab dreieinhalb von vier Sternen. Er lobte insbesondere, dass der Film sich nicht zu ernst nehmen würde: "Immer wenn mich jemand fragt, wie Aquaman so ist, erzähle ich von einer frühen Szene, in der gegnerische atlantische Streitkräfte einander gegenüberstehen und über die Zukunft des Königreichs debattieren. Die eine Seite reitet auf gepanzerten Seepferdchen, die wiehern. Die andere auf gepanzerten Haien, die brüllen. Aquaman ist in etwa so sehr um wissenschaftliche Genauigkeit bemüht wie SpongeBob Schwammkopf. Und das ist einer von vielen Gründen, warum ich ihn mag". Unter anderem lobte er die Kamerafahrten, die Produktion sowie Kostüme. Es seien viele Details enthalten, die man wahrscheinlich nicht beim ersten Mal bemerken könne.

Peter Debruge moniert in Variety, dass das Drehbuch total unelegant sei, voller peinlicher Zeilen, die den durchschnittlichen Dialog in einer Comic-Sprechblase fast wie Shakespeare klingen ließen (z. B. Atlanna: „Woher ich komme, trägt das Meer unsere Tränen weg“), obwohl Aquaman sich eindeutig selbst nicht ernst nehme. Er lobte jedoch das Produktionsdesign, die Actionszenen und den letzten Akt und schrieb:
„Die größte Überraschung hier ist, wie Aquaman plötzlich im Finale noch einmal eine Schippe drauflegt, nachdem die Laufzeit eines Standardfilms bereits verstrichen ist. Genau in dem Moment, in dem diesem Kritiker bei Superheldenfilmen normalerweise die Augen glasig werden – typischerweise dann, wenn der Bösewicht durchdreht und sich ein Portal zu einer anderen Dimension öffnet, das droht, den Planeten zu zerstören – entfesselt Wan eine gewaltige Tiefsee-Schlacht, die mit Der Herr der Ringe vergleichbar ist.“
Germain Lussier von io9 schrieb: „Aquaman dreht sich ganz um Spektakel. Der Film ist voller Ambitionen. Es geht immer darum, in jedem einzelnen Moment der Geschichte die coolste, einfallsreichste Szene auf die Leinwand zu bringen – koste es, was es wolle.“
The Wrap's William Bibbani schrieb: ''Wan scheint nach der Philosophie zu handeln, dass Sci-Fi/Fantasy die Grenzen der Vorstellungskraft ausreizen sollte, selbst auf Kosten eines möglicherweise lächerlichen Aussehens. […] Auf jeden Fall ist es [Aquaman] ein Spektakel''.  Es sei ein "ein seltsames und wundervolles Superheldenabenteuer, das danach strebt – und es beinahe schafft –, der epischste Superheldenfilm aller Zeiten zu sein."
Ignatiy Vishnevetsky von AV Club gab dem Film die Note B- (gut minus) und lobte ebenfalls, dass der Film sich nicht zu ernst nehme: "Leider (auch für uns Landratten) hat Arthurs Halbbruder König Orm, gespielt von Patrick Wilson, den Plan gefasst, Krieg gegen die Oberfläche zu führen, um alle Unterwasserreiche zu erobern und sich selbst zum Ocean Master erklären zu lassen. Das erste Aussprechen dieser Worte, Ocean Master, wird von einem waschechten dum-dum-dum begleitet. Aber Aquaman ist eben auch genau die Art von Film, in dem Dolph Lundgren als Unterwasserkönig auf einem riesigen Seepferd reitet. Es ist auch die Art von Film, der mit einem Standbild endet und Dialogzeilen wie „Du führst den Dreizack unserer Mutter – mächtig, aber fehlerhaft, wie sie“ enthält. Er steht zu seinem Kitsch."

### Einspielergebnis
Noch vor seiner Veröffentlichung in Deutschland und den USA startete Aquaman in den chinesischen Kinos. Dort spielte er an seinem Eröffnungswochenende 93,6 Millionen US-Dollar ein und avancierte so schnell zu einem Kassenerfolg. Am Startwochenende konnte der Film mit 375.000 Kinobesuchern Platz 1 der deutschen Kino-Charts erreichen. Auch in den USA konnte er mit einem Einspielergebnis von 72,1 Millionen US-Dollar die Spitzenposition einnehmen. Am zweiten Wochenende erreichte der Film mit 425.000 verkauften Kinotickets Platz 2 der deutschen Kinocharts. Gleichzeitig konnte er in den USA mit einem Umsatz von 52,14 Millionen US-Dollar die Spitzenposition verteidigen. Auch am dritten Wochenende konnte Aquaman in den USA mit 30,7 Millionen US-Dollar Einspielergebnis Platz 1 verteidigen, während er in Deutschland mit 290.000 Kinobesuchern weiterhin Platz 2 der Kino-Charts belegte. Die weltweiten Einnahmen beliefen sich auf 1,148,5 Milliarden US-Dollar, von denen er allein 335,1 Millionen US-Dollar im nordamerikanischen Raum einspielen konnte. Dadurch befindet er sich auf Platz 31 (Stand: 19. April 2025) der finanziell erfolgreichsten Filme aller Zeiten und auf Platz 5 der erfolgreichsten Filme des Jahres 2018. Bereits nach drei Wochen konnte er das Einspielergebnis von Batman v Superman: Dawn of Justice überbieten und zum finanziell erfolgreichsten Film des DC Extended Universe werden. Ende Januar 2019 konnte er schließlich auch das Einspielergebnis von The Dark Knight Rises übertreffen und so zur finanziell erfolgreichsten DC-Verfilmung werden. In Deutschland verzeichnete der Film bisher 1.973.126 Besucher, durch die er 21,63 Millionen Euro einnehmen konnte.

### Auszeichnungen
Costume Designers Guild Awards 2019
- Nominierung in der Kategorie Sci-fi/Fantasy

Dragon Awards 2019
- Nominierung als Bester Science-Fiction- oder Fantasyfilm[52]

Golden Trailer Awards 2019
- Nominierung für den Besten Trailer eines Fantasy-Abenteuerfilms[53]

Make-Up Artists and Hair Stylists Guild Awards 2019
- Nominierung in der Kategorie Best Special Makeup Effects (Justin Raleigh, Ozzy Alvarez und Sean Genders)

MTV Movie & TV Awards 2019
- Nominierung für den Besten Kuss (Jason Momoa & Amber Heard)[54]

Nickelodeon Kids’ Choice Awards 2019
- Nominierung als Lieblings-Kinofilm
- Nominierung als Lieblings-Filmschauspieler (Jason Momoa)
- Nominierung als Lieblings-Superheld (Jason Momoa)[55]

Saturn-Award-Verleihung 2019
- Nominierung als Beste Comicverfilmung
- Nominierung als Beste Nebendarstellerin (Amber Heard)
- Nominierung für die Beste Regie (James Wan)
- Nominierung für die Beste Ausstattung (Bill Brzeski)
- Nominierung für die Besten Kostüme (Kym Barrett)
- Nominierung für den Besten Schnitt (Kirk M. Morri)

Teen Choice Awards 2019
- Nominierung als Choice Sci-Fi/Fantasy Movie
- Nominierung als Choice Sci-Fi/Fantasy Movie Actor (Jason Momoa)
- Nominierung als Choice Sci-Fi/Fantasy Movie Actress (Amber Heard)
- Nominierung als Choice Movie Villain (Patrick Wilson)[56]

Visual Effects Society Awards 2019
- Nominierung in der Kategorie Virtual Cinematography in a Photoreal Project
- Nominierung in der Kategorie Created Environment in a Photoreal Feature[57]

## Fortsetzung
Im Januar 2019 wurde bekannt, dass eine Fortsetzung zu Aquaman in Planung sei. Nachdem Mitte Juni 2021 mit Aquaman and the Lost Kingdom der Titel des Films bekanntgegeben worden war, begannen die Dreharbeiten schließlich Ende Juni 2021. Der US-amerikanische Kinostart war am 20. Dezember 2023.